# Cratylia bahiensis
Cratylia bahiensis är en ärtväxtart som beskrevs av L.P.Queiroz. Cratylia bahiensis ingår i släktet Cratylia, och familjen ärtväxter. Inga underarter finns listade i Catalogue of Life.